# Ystrad Fflur
Ystrad Fflur är en community i Storbritannien.   Den ligger i kommunen Ceredigion och riksdelen Wales, i den södra delen av landet, 260 km väster om huvudstaden London.
Den största byn i Ystrad Fflur är Pontrhydfendigaid.